# Courlay

Courlay este o comună în departamentul Deux-Sèvres, Franța. În 2009 avea o populație de 2,411 de locuitori.